# HCOPAR
Koordinaten: 19° 30′ 0″ N, 109° 6′ 0″ O
Der Hainan Coherent Scatter Phased Array Radar (chinesisch 海南相干散射雷達 / 海南相干散射雷达, Pinyin Hǎinán Xiānggān Sǎnshè Léidá, kurz HCOPAR) ist eine chinesische Überhorizontradar-Sende- und -Empfangsanlage für Hochleistungsabstrahlungen im Ultrakurzwellenbereich.
Die Abstrahlungen nutzen die E- und F-Schichten der Ionosphäre als Reflektionsschichten. Die von der Höhenforschungsabteilung Hainan der Chinesischen Akademie der Wissenschaften betriebene Anlage liegt etwas nordöstlich der Einwohnergemeinschaft Hongling der Großgemeinde Yaxing auf der Insel Hainan.

## Technik

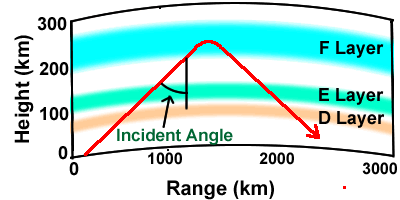
Funktionsprinzip

Die maximale Sendeleistung des Systems beträgt 54 Kilowatt, die Sendefrequenz ist 47,5 MHz.
Das Antennenarray besteht aus 18 mal 4 linear polarisierten, entlang einer Ost-West-Achse aufgereihten und nach Norden ausgerichteten Fünf-Element-Yagi-Antennen. Das Array umfasst eine Fläche von 2000 m². Durch das Antennen-Arrangement können im Azimuth mit einem Winkelschritt von 7,5° sieben Abstrahlrichtungen von 22,5° westlich des geographischen Nordens bis 22,5° östlich des geographischen Nordens geschaltet werden, wobei ein Durchlauf 120 Sekunden dauert. Vertikal sind die Antennen um 28,2° vom Zenit weggeneigt, wodurch der Radarstrahl, anders als in nebenstehender Darstellung, in einem Winkel von 90°, also senkrecht auf das Hainaner Erdmagnetfeld in Höhe der E- und F-Schichten der Ionosphäre trifft. Das Radarsignal wird direkt zurückgeworfen; die Antennen fungieren sowohl als Sende- als auch als Empfangsantenne.
Um eine genauere Beobachtung des zeitlichen Ablaufs der Veränderungen in der Ionosphäre zu ermöglichen, kann das Radar auch mit nur einem Strahl genutzt werden, der dann direkt nach Norden zeigt. In einem solchen Fall dauert ein Sende-Empfangs-Zyklus nur 20 Sekunden.

## Aufgabe
Die Anlage wird zur Erforschung der Hochatmosphäre eingesetzt, sie ist ein wichtiges Element des Chinese Meridian Space Weather Monitoring Project (子午工程 bzw. Meridian-Projekt).
Mit ihr werden sogenannte field-aligned irregularities in den E- und F-Schichten der Ionosphäre untersucht, meist mehrere Stunden dauernde Veränderungen in der Plasmadichte, bei der sich die Elektronen nach dem Erdmagnetfeld ausrichten. Üblicherweise tritt dieses Phänomen in niederen Breitengraden während der Nacht auf. Am 22. Juli 2013 und am 23. Mai 2016 konnten jedoch solche Unregelmäßigkeiten – in der oberen F2-Schicht – um die Mittagszeit beobachtet werden. Parallel zu den Beobachtungen mit dem HCOPAR werden zwei Ionosonden eingesetzt, um regelmäßig Ionogramme aufzuzeichnen und Informationen über die „Hintergrundionosphäre“ zu erhalten, in der sich die FAIs ereignen. Bei beiden Geräten handelt es sich um Digisonden des Zentrums für Atmosphärenforschung der University of Massachusetts Lowell. Eine ist am Hauptsitz der Höhenforschungsabteilung Hainan beim Dorf Fuke installiert, etwa 5 km nordöstlich der Radaranlage, die andere in der Außenstelle Shaoyang der Meridian-Station Guangzhou.